# كاسبارس بيرزينش
كاسبارس بيرزينش (باللاتفية: Kaspars Bērziņš)‏ مواليد 25 أغسطس 1985 في لاتفيا، الجمهورية اللاتفية السوفيتية الاشتراكية، الاتحاد السوفيتي، هو لاعب كرة سلة لاتفي. بدأ مسيرته الاحترافية في سنة 2003. يلعب مع لوكوموتيف كوبان كلاعب وسط. يحمل الرقم 17. يبلغ طوله 7 قدم 0 بوصة (2.1 م).

## المسيرة الاحترافية
لعب مع بالونكيستو مالقا في الدوري الإسباني في موسم 2004–2005، ثم لعب مع إيه إس كي ريغا في موسم 2005–2006، ثم لعب مع بالونكيستو فوينلابرادا في الدوري الإسباني في موسم 2009–2010، ثم لعب مع في إي إف ريغا من سنة 2010 إلى 2014، ثم لعب مع أوبرادويرو لكرة السلة في الدوري الإسباني في سنة 2014، ثم لعب مع كراسني كريليا في موسم 2014–2015، ثم لعب مع نيجني نوفغورود في الدوري الروسي في موسم 2015–2016.

## روابط خارجية
- كاسبارس بيرزينش على موقع الدوري الإسباني لكرة السلة (الإسبانية)
- كاسبارس بيرزينش على موقع كرة السلة الأوروبية.كوم (الإنجليزية)
- كاسبارس بيرزينش على موقع ريلجم (الإنجليزية)
- كاسبارس بيرزينش على موقع بروبوليرز (الإنجليزية)
- كاسبارس بيرزينش على موقع سبورتس رفرنس (الإنجليزية)